# Kanton Mézel
Kanton Mézel (franc. Canton de Mézel) – kanton w okręgu Digne-les-Bains w departamencie Alpy Górnej Prowansji (franc. Alpes-de-Haute-Provence) w regionie Prowansja-Alpy-Lazurowe Wybrzeże (franc. Provence-Alpes-Côte d’Azur). W jego skład wchodzi 8 gmin:
- Beynes
- Bras-d’Asse
- Châteauredon
- Estoublon
- Majastres
- Mézel
- Saint-Jeannet
- Saint-Julien-d’Asse[2]

W kantonie w 2012 roku zamieszkiwało 2 194 osób.